# San Jorge (Samar)
San Jorge è una municipalità di quinta classe delle Filippine, situata nella Provincia di Samar, nella regione di Visayas Orientale.
San Jorge è formata da 41 baranggay:
- Anquiana (Angkiana)
- Aurora
- Bay-ang
- Blanca Aurora
- Buenavista I
- Buenavista II
- Bulao
- Bungliw
- Cabugao
- Cag-olo-olo
- Calundan
- Cantaguic
- Canyaki
- Cogtoto-og
- Erenas
- Gayondato
- Guadalupe
- Guindapunan
- Hernandez
- Himay
- Janipon

- La Paz
- Libertad
- Lincoro
- Mabuhay
- Mancol (Pob.)
- Matalud
- Mobo-ob
- Mombon
- Puhagan
- Quezon
- Ranera
- Rawis
- Rosalim
- San Isidro
- San Jorge I (Pob.)
- San Jorge II (Pob.)
- San Juan
- Sapinit
- Sinit-an
- Tomogbong